# 趙道興
赵道兴，甘州[酒泉]（今甘肃省酒泉市）人。唐朝武将。
父赵才，隋朝右武候大将军。唐朝贞观年间，赵道兴官至左武候中郎将，熟知镇守诸事项，号为称职。唐太宗李世民曾称赞道：“卿父为隋武候将军，甚有当官之誉。卿今克传弓冶，可谓不坠家声。”于是拜赵道兴为右武候将军，封天水县子。赵道兴父亲赵才为官时修建的官舍，仍旧被赵道兴使用，人们都羡慕称赞不已。赵道兴曾指着父亲用过的厅堂说：“此是赵才将军厅，还使赵才将军儿坐。”为朝野所笑，传为口实。仪凤（676年—679年）年间，官至左金吾卫大将军。
文明年间（684年），因为年老多病，于是辞官归家。儿子赵皎，也做到金吾将军。赵家祖孙三代执掌金吾，被当时人称颂。赵道兴有一孙赵睿为武周朝请大夫行司礼寺主簿，娶梁朝黄门侍郎宗叔平孙女即唐朝泽州司兵宗礼谌之女，且赵睿父官至明威将军、检校左金吾卫将军，未知是否即赵皎。

## 延伸阅读
[在维基数据编辑]
 《舊唐書/卷83》，出自刘昫《舊唐書》